# Diatenes
Diatenes là một chi bướm đêm thuộc họ Erebidae.

## Loài
- Diatenes aglossoides Guenée, 1852
- Diatenes chalybescens Guenée, 1852
- Diatenes gerula Guenée, 1852
- Diatenes igneipicta Lower, 1902